# 上陌县
32°55′39″N 112°24′45″E / 32.927519°N 112.412446°E
上陌县，中国古县名，县故城址位于今河南省南阳市卧龙区潦河镇。
北魏太和二十二年（498年）分宛县南部地域而设置，是北魏、西魏南阳郡所辖十县之一。因境内纵贯南北岗上遗存汉代阡陌故名。